# Coleophora camphorosmella
Coleophora camphorosmella é uma espécie de mariposa do gênero Coleophora pertencente à família Coleophoridae.